# Oteša
Oteša je naseljeno mjesto u općini Foča, Republika Srpska, BiH. Nalazi se uz prometnicu Sarajevo - Trnovo - Foča. Susjedna sela su Rataja, Miljevina, Kuta i Štović. Sjeverno su rudnici.
Godine 1962. godine pripojena je naselju Govzi. (Sl.list NRBiH, br.47/62).

## Stanovništvo
| Narod     | Popis 1961. |
| --------- | ----------- |
| Hrvati    |             |
| Muslimani |             |
| Srbi      | 1           |
| ostali    |             |
| Ukupno    | 1           |